# Lepuri
Lepuri (do 2021. Donji Lepuri) selo je u Zadarskoj županiji. 

## Zemljopis
Selo se nalazi 12 km jugoistočno od Benkovca i 52 km jugoistočno od Zadra.

## Upravna organizacija
Upravnom organizacijom dijelom su Grada Benkovca.

| broj stanovnika | 175   | 379   | 130   | 141   | 150   | 182   | 296   | 188   | 313   | 379   | 425   | 405   | 331   | 272   | 151   | 174   | 142   |
|                 | 1857. | 1869. | 1880. | 1890. | 1900. | 1910. | 1921. | 1931. | 1948. | 1953. | 1961. | 1971. | 1981. | 1991. | 2001. | 2011. | 2021. |

## Spomenici i znamenitosti
Ispod crkve sv. Martina (srušene u Domovinskome ratu 1992.) nađeni su ostatci monumentalne starokršćanske crkve iz 6. stoljeća, a na njezinim temeljima ostatci crkve iz starohrvatskoga doba (9. stoljeće). Oko crkve ima stećaka.